# Christoph Bazil
Christoph Bazil (* 26. Mai 1969 in Wien) ist ein österreichischer Jurist und Denkmalpfleger.

## Leben und Wirken
Christoph Bazil wurde am 26. Mai 1969 in Wien geboren, wo er auch von 1987 bis 1992 an der Universität Wien Rechtswissenschaft studierte. Ab 1994 war er in der Abteilung für Denkmalschutz des damaligen Bundesministeriums für Wissenschaft und Forschung und wurde im Jahre 2005 deren stellvertretender Leiter. Im Jahre 2001 promovierte Bazil mit einer Dissertation über das österreichische Denkmalschutzrecht (Titel: Ausgewählte Rechtsfragen zum Österreichischen Denkmalschutzgesetz) zum Doktor der Rechtswissenschaften. Auch nach seinem Studium veröffentlichte Bazil diverse Schriften, Artikel und Bücher zum Thema Denkmalschutz. So hatte er Veröffentlichungen zu fachspezifischen Themenbereichen wie Denkmalschutzrecht in Österreich, Kunstrückgabegesetz, Ausfuhr von Kulturgut, Kulturgüterschutz und Haager Konvention sowie UNESCO-Weltkulturerbe.
Von Oktober 2006 bis Juni 2008 fungierte er als Vorsitzender des zwischenstaatlichen UNESCO-Komitees zur Haager Konvention zum Schutz von Kulturgut bei bewaffneten Konflikten und trat ab 2008 beim Ministerium als Leiter der Abteilung für Kunstrückgabeangelegenheiten in Erscheinung.
Im Mai 2015 wurde er Leiter der neuen Abteilung für Denkmalschutz und Kunstrückgabeangelegenheiten und ist in dieser Funktion (Stand: August 2019) noch immer tätig. Nachdem die Archäologin und Juristin Erika Pieler nach lediglich zweieinhalbmonatiger Amtszeit aufgrund persönlicher Gründe ihr Amt als Präsidentin des Bundesdenkmalamtes zurückgelegt hatte, stellte sich in weiterer Folge Bazil neben 15 anderen männlichen und vier weiblichen Bewerbern der Wahl zum neuen Präsidenten. Bei der ursprünglichen Ausschreibung für diesen Posten, der daraufhin an Pieler ging, hatte sich Bazil zuvor nicht beworben.
Mitte Mai 2019 wurde bekanntgegeben, dass Bazil zum neuen BDA-Präsidenten ernannt worden war und sein Amt am 1. Juni 2019 antreten werde.